# Museo de Historia de la Ciencia (Oxford)
El Museo de Historia de la Ciencia en Oxford (Reino Unido) alberga una colección de instrumentos científicos desde la Edad Media hasta el siglo XIX. El edificio del museo fue construido en 1683 y es el más antiguo del mundo construido con el propósito de ser un museo. Esta edificación también se conoce como Edificio del Viejo Ashmolean para distinguirlo del edificio más nuevo del Museo Ashmolean completado en 1894.

## Historia
La Universidad de Oxford diseñó el edificio en el siglo XVII como un espacio dedicado a explorar la filosofía de la naturaleza. Construido en 1683 para albergar la colección de Elias Ashmole, el edificio fue el primer museo construido con ese propósito en el mundo y también estaba abierto al público. El concepto original del museo era institucionalizar el nuevo conocimiento sobre la naturaleza que surgió en el siglo XVII.
El museo abrió sus puertas el lunes 24 de mayo de 1683. Su primer conservador fue el naturalista Robert Plot, profesor de química en la Universidad de Oxford. Se realizaron experimentos relacionados con la filosofía natural en un laboratorio de química experimental en el sótano, donde había un espacio para autopsias públicas. Las conferencias y demostraciones tenían lugar en la Escuela de Historia Natural, en la planta baja. En la planta alta se encontraban las colecciones recientemente donadas por Elias Ashmole. La colección de Ashmole se expandió para incluir una amplia gama de actividades asociadas con la historia del conocimiento natural.[cita requerida]
En 1860 las colecciones fueron trasladadas a otros edificios de reciente construcción. Después de 1904, la Universidad usó el Edificio del Viejo Ashmolean como espacio de almacén y oficinas.
En 1924, el coleccionista Lewis Evans donó su colección de instrumentos científicos históricos, creando la Colección Lewis Evans. Esta sería expuesta en la planta alta del Viejo Ashmolean desde 1925. A medida que las colecciones fueron extendiéndose a las demás plantas del edificio, este recuperó su condición de museo.
En 1935, con más donaciones, el nombre del museo se cambió a Museo de Historia de la Ciencia.

## Colecciones y exposiciones

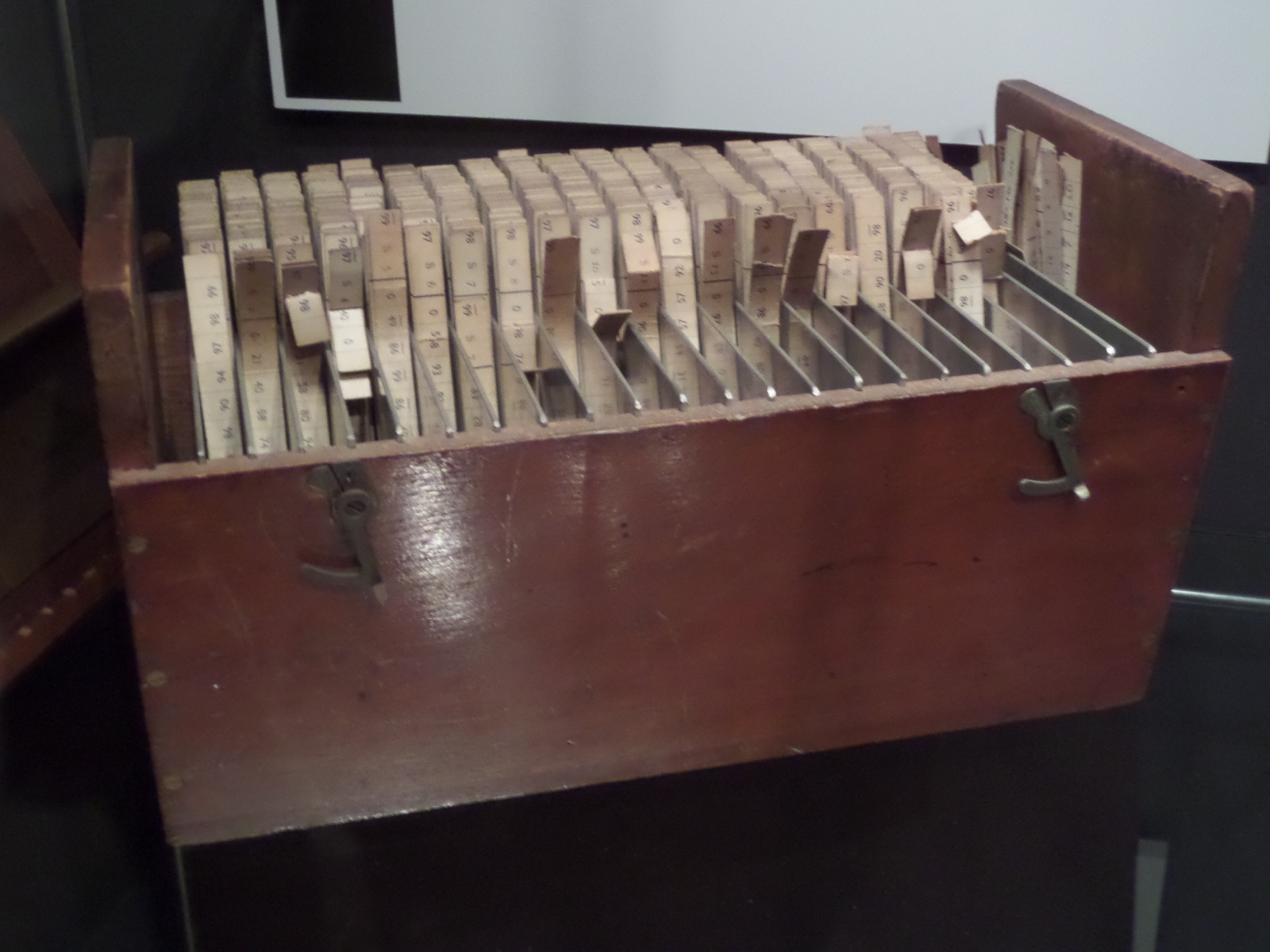
Tiras Beevers–Lipson, parte de la exposición Cristales en 2014, utilizadas por la premio Nobel Dorothy Hodgkin para cálculos de cristalografía en Oxford

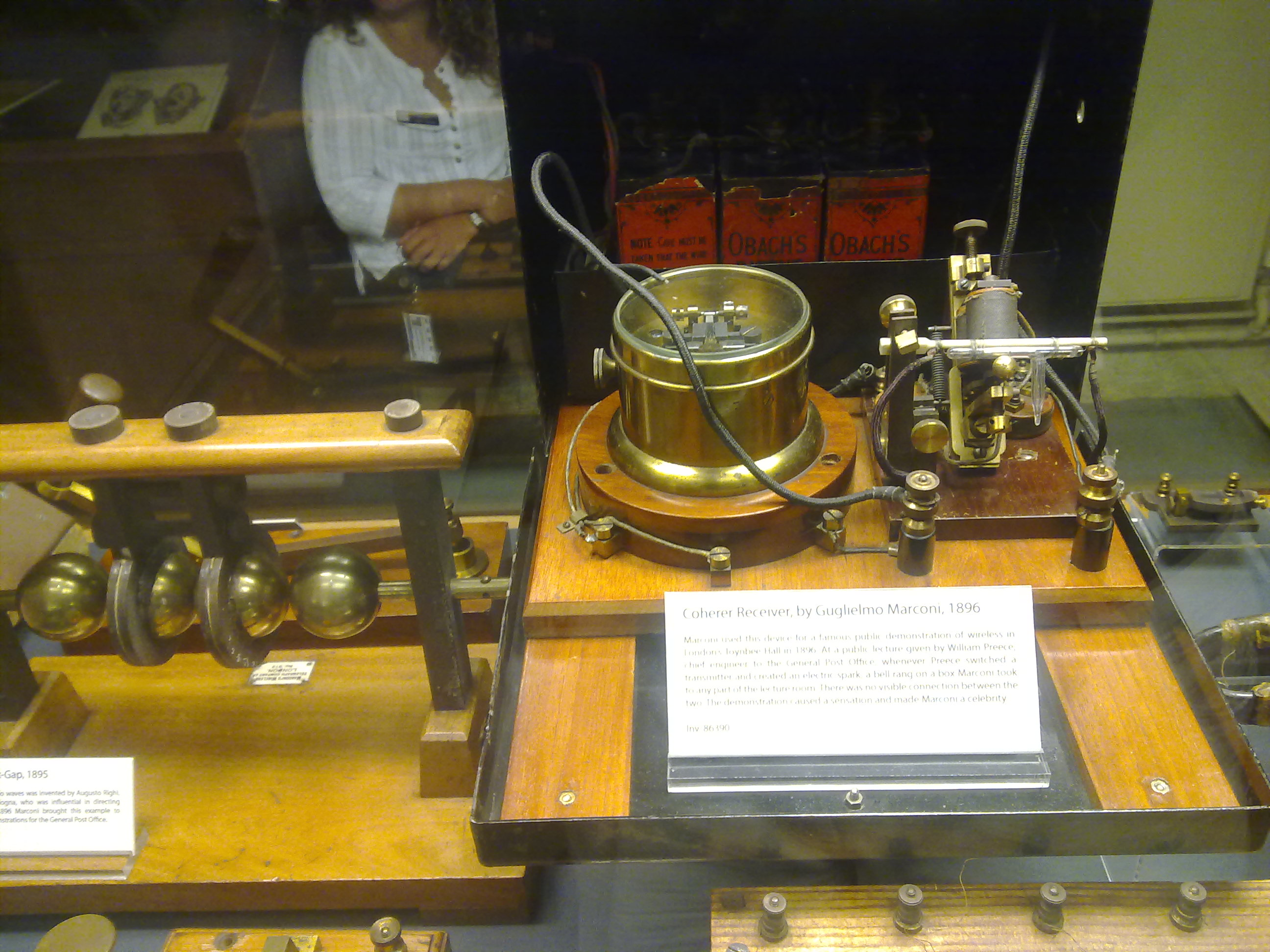
Un receptor de radio en el museo, hecho por Guglielmo Marconi.

La colección y el edificio en sí ocupan ahora una posición especial en el estudio de la historia de la ciencia y en el desarrollo de la cultura occidental y la colección.
La colección actual contiene alrededor de 18 000 objetos desde la Antigüedad hasta principios del siglo XX, representando casi todos los aspectos de la historia de la ciencia y se utiliza tanto para el estudio académico como para el disfrute del público visitante. El museo contiene una amplia gama de instrumentos científicos, como cuadrantes, astrolabios (la colección más completa del mundo con aproximadamente 170 instrumentos), relojes de sol, instrumentos matemáticos tempranos (utilizados para cálculos, astronomía, navegación, topografía y dibujo), instrumentos ópticos (microscopios, telescopios y cámaras), equipos asociados con química, filosofía natural y medicina, y una biblioteca de referencia sobre la historia de instrumentos científicos que incluye manuscritos, incunables, impresos, ephemera y objetos fotográficos.[cita requerida]
El museo muestra el desarrollo de los relojes mecánicos. Los relojes linterna y los relojes de pie se exhiben en la Sala Beeson, nombrada en honor al anticuario Cyril Beeson (1889-1975) que donó su colección al museo. Se exhiben relojes de torre en las paredes que rodean las escaleras, desde el sótano hasta la planta baja elevada. El museo alberga una colección de objetos de marfil torneado y otros objetos hechos por Gertrude Crawford.
Desde octubre de 2009 hasta febrero de 2010, el Museo fue sede de la primera gran exposición de objetos de arte Steampunk, curada por Art Donovan.
El museo también alberga el Archivo Aviónico de Rochester, que incluye una colección de aviónica que se originó con los hermanos Elliott, pero también incluye piezas de Guglielmo Marconi y BAE Systems Avionics.

## Espacios

### Planta baja
La planta baja es la que primero encuentra el visitante tras cruzar la puerta de entrada. En esta planta, que originalmente sirvió como sala de conferencias, se encuentran actualmente la recepción y algunas colecciones de instrumentos científicos.
Entre ellos pueden observarse objetos representativos de la relación entre ciencia y superstición en la corte de los Tudor (s. XVI), como un astrolabio que perteneció a la reina Isabel I de Inglaterra (r. 1558-1603) y una tabla elaborada por el astrólogo y matemático John Dee, consejero de la reina Isabel, para explorar el universo a través de la conversación con los ángeles en el idioma enoquiano que él mismo creó, o, según su versión, recibió de los ángeles como testimonio de la lengua hablada por ángeles y humanos antes de la Torre de Babel.
La planta baja también contiene algunos objetos que ilustran la combinación de ciencia y arte. Por ejemplo, un elegante microscopio elaborado en 1770 para el rey Jorge III (r. 1760-1820), un entusiasta patrocinador de las ciencias. También un globo lunar elaborado por el pintor John Russsell en 1797, en el que se muestran la libración lunar (la órbita «tambaleante» de la Luna en torno a la Tierra) y el paralaje lunar (cuánto se desplaza la luna en relación con las estrellas cuando se observa desde dos puntos de la superficie terrestre alejados entre sí). En las escaleras se expone una pintura de la luna también obra del mismo pintor.

### Planta alta
La planta alta alberga una colección de esferas armilares. Una de ellas perteneció a Henry Percy (1564–1632), el «earl mago», sospechoso de complicidad con la conspiración de la pólvora de 1605. También se exponen astrolabios, uno de los cuales incluye el mecanismo de engranaje completo más antiguo del mundo. Es parte de una tradición que se remonta a los fragmentos del mecanismo de Anticitera, datado en torno al siglo II a. C.
La planta alta acoge partes del primer prototipo de máquina diferencial elaborado por el matemático Charles Babbage. Este comenzó a trabar en su calculadora mecánica automática en 1822 pero nunca llegó a terminarla. Constituye uno de los primeros pasos que llevarían a las modernas computadoras.
Una de las piezas más exóticas expuestas en la planta alta es un globo terrestre indio en el que se puede observar la combinación de las ideas hindúes tradicionales (el universo de forma ovalada) con la teoría de la redondez de la Tierra introducida por el pensador griego Claudio Tolomeo en el siglo II d. C.

### Sótano

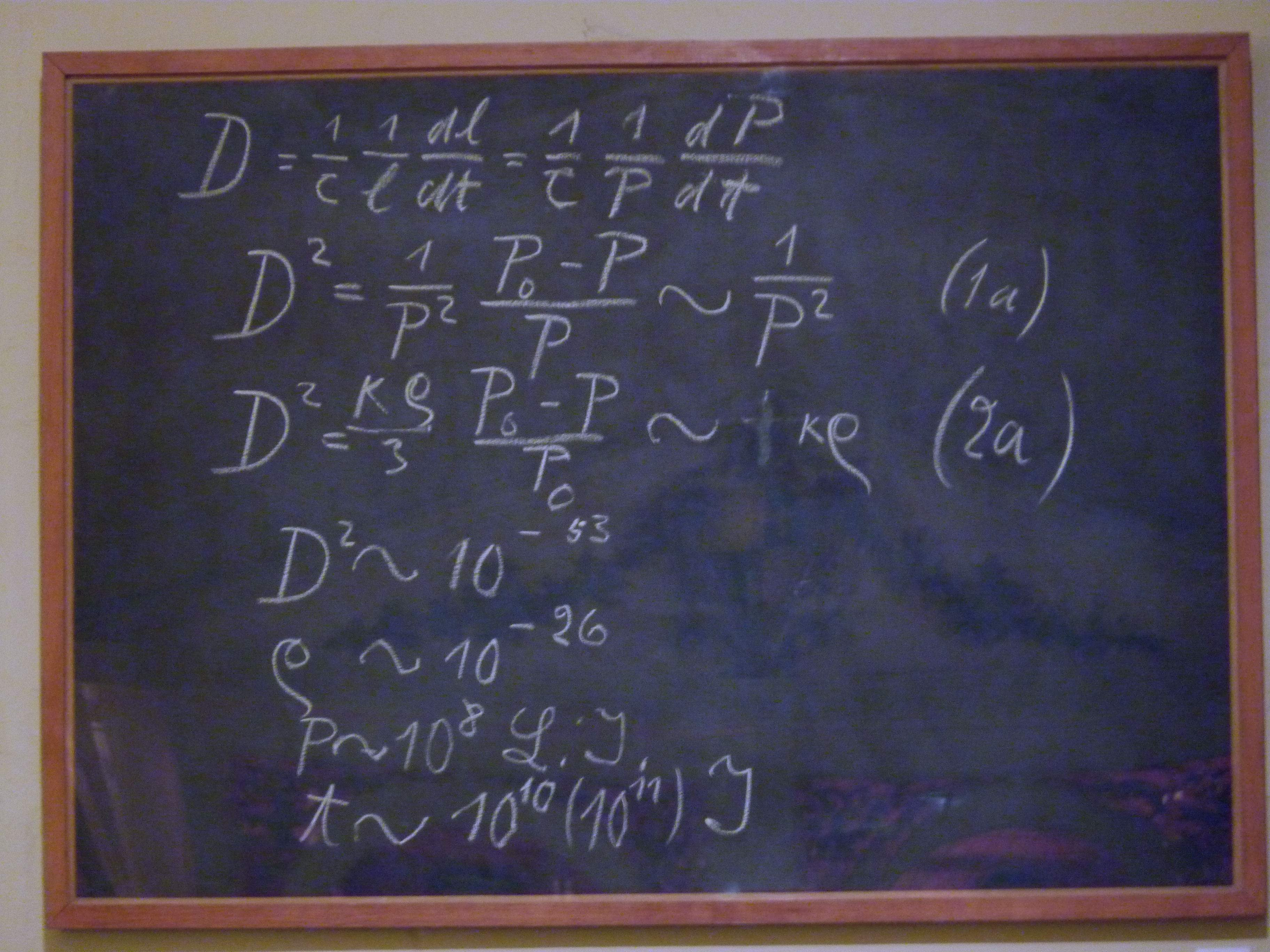
La «pizarra de Einstein», utilizada por Albert Einstein en una conferencia en Oxford en 1931.

En el sótano se exponen diversos instrumentos relacionados con la revolución de la radiotransmisión asociada a la figura del ingeniero italiano Guillermo Marconi, la historia del control de la fiebre tifoidea, el innovador trabajo de Henry Moseley sobre la tabla periódica, y los avances en la investigación de la penicilina por Howard Florey y Dorothy Hodgkin.
Asimismo, en el sótano se encuentra uno de los objetos más icónicos del museo: la famosa «pizarra de Einstein», que fue utilizada por el físico Albert Einstein el 16 de mayo de 1931 en sus conferencias durante su visita a la Universidad de Oxford.
En el sótano se encuentra también la tienda del museo.

### Escaleras
El pintor John Russell, autor del globo lunar expuesto en la planta baja, es también el autor de una gran pintura expuesta en las escaleras del museo. El cuadro, de un metro y medio de ancho, representa la superficie lunar y fue terminado en 1795.
En la parte baja de las escaleras, antes de cruzar la puerta del sótano, se encuentra la Sala Beeson, dedicada a la serie de televisión La materia oscura, basada en la homónima trilogía de novelas escrita por Philip Pullman. En esta sala se pueden observar instrumentos que inspiraron al escritor Philip Pullman para crear el aletiómetro de Lyra.

## Conservadores
Los siguientes han sido Conservadores o Secretarios del Comité o Directores del museo:
- R. T. Gunther (1924–40)
- F. Sherwood Taylor (1940–45, temporal; 1945–50)
- C. H. Josten (1950–64; 1964–94, emérito)
- F. R. Maddison (1964–94)
- J. A. Bennett (1994–2012)
- Stephen Johnston (director interino, 2012–14)
- Silke Ackermann (2014 en adelante)